# Pachycraerus scitulus
Pachycraerus scitulus är en skalbaggsart som beskrevs av Lewis 1914. Pachycraerus scitulus ingår i släktet Pachycraerus och familjen stumpbaggar. Inga underarter finns listade i Catalogue of Life.